# 椭圆悬钩子
椭圆悬钩子（学名：Rubus ellipticus）为蔷薇科悬钩子属的植物。分布在缅甸、锡金、巴基斯坦、印度尼西亚、菲律宾、印度、越南、不丹、尼泊尔、泰国、斯里兰卡、老挝以及中国大陆的云南、西藏、四川等地，生长于海拔1,000米至2,500米的地区，多生长在山谷、干旱山坡或疏林内，目前尚未由人工引种栽培。

## 描述
橢圓懸鉤子源於南亞的具刺灌木。高大約4.5公尺。莖覆蓋著刺與微紅的細絲。葉互生、三片圓或鈍的複合葉片，葉長度5至10公分。葉底比葉面的顏色淡，而且覆蓋著絨柔的細絲。花很小，白色的有五瓣花瓣。果實是圓形、黃色的小核果，很容易從花托分離。

## 入侵性
椭圆悬钩子已經被引進夏威夷、美國南部與英國，而且也因其果實可以吃，因而有農業栽種。它是夏威夷主要的入侵植物，已取代原生的夏威夷懸鉤子(Rubus hawaiiensis)，由於它在多種棲地類型都能繁衍得很好，使它成為一個脅迫性特別大的入侵植物。國際自然保護聯盟物種存續委員會的入侵物種專家小組（ISSG）列為世界百大外來入侵種。